# Notoplitesigia biseriata
Notoplitesigia biseriata är en mossdjursart som beskrevs av Jean-Loup d'Hondt 1987. Notoplitesigia biseriata ingår i släktet Notoplitesigia och familjen Candidae. Inga underarter finns listade i Catalogue of Life.